# Jasnogórska Rodzina Różańcowa
Jasnogórska Rodzina Różańcowa – wspólnota modlitewna powstała w okresie odnowy religijnej narodu polskiego w czasie obchodów Tysiąclecia Chrztu Państwa Polskiego, staraniem jej założyciela śp. o. Bronisława Matyszczyka, paulina.

## Historia
Wspólnota została założona dnia 6 stycznia 1968 r.; błogosławieństwo pasterskie otrzymała w Uroczystość Matki Bożej Jasnogórskiej, 26 sierpnia 1970 r., a 5 sierpnia 1974 r., została prawnie ustanowiona i zatwierdzona przez Ks. Prymasa Kardynała Stefana Wyszyńskiego. W 1997 r. papież Jan Paweł II podpisał statut JRR. Jasnogórska Rodzina Różańcowa ma charakter religijny i duchowy, dlatego nie jest związana z żadną organizacją społeczną. Jest prywatnym stowarzyszeniem wiernych i jako kościelna wspólnota religijna budowana jest na żywej wierze w oparciu o szczególny kult błogosławionej Bogarodzicy Maryi - tak mówi statut JRR, który określa również cele, obowiązki i przywileje członków Rodziny.
Wieloletnim dyrektorem Jasnogórskiej Rodziny Różańcowej i jej duchowym przewodnikiem był o. mgr Bogumił Schab OSPPE, który objął prowadzenie JRR od 10 stycznia 2003 roku. Wspólnoty Jasnogórskiej Rodziny Różańcowej powstały niemal na całym świecie. Są obecne z codzienną modlitwą różańcową w obu Amerykach: Północnej i Południowej, w Australii i Europie, gdzie najsilniejsze grupy działają m.in. w: Szwecji, Niemczech, Austrii, na Ukrainie, Łotwie i Litwie. Stolicą Jasnogórskiej Rodziny Różańcowej jest Jasna Góra, która, jak to określił abp Stanisław Nowak, metropolita częstochowski, "stanowi centrum modlitwy różańcowej".

## Cele i obowiązki
1. Codzienne odmawianie i rozważanie przynajmniej jednej tajemnicy Różańca św., w wolnym czasie więcej.
2. Modlitwa różańcowa w intencji Ojca św., księży biskupów i kapłanów, za Kościół, a szczególnie o nawrócenie grzeszników, pokój między narodami oraz za wszystkich członków Jasnogórskiej Rodziny Różańcowej.
3. Częste przystępowanie do sakramentów św. W każdą niedzielę i święta uczestnictwo we mszy św.
4. Pomoc biednym i potrzebującym pomocy.
5. Odwiedzanie chorych i cierpiących. Współpraca w apostolstwie różańcowym z duszpasterzami parafii.
6. Czynny udział każdego roku w rekolekcjach na Jasnej Górze, które odbywają się przez trzy dni przed pierwszą niedzielą października (czwartek, piątek, sobota); rozpoczęcie w czwartek o godz. 9:00 w bazylice, zakończenie w niedzielę przed szczytem o godzinie 11:00 na mszy św. pontyfikalnej.

## Przywileje
1. Wraz z dyplomem przyjęcia do Jasnogórskiej Rodziny Różańcowej, otrzymujemy błogosławieństwo Ojca św. z odpustem zupełnym na godzinę śmierci.
2. Za odmówienie w kościele przed Najświętszym Sakramentem jednej części różańca, członkowie JRR uzyskują odpust zupełny pod zwykłymi warunkami.
3. Codziennie odprawiane są msze św. wieczyste o godz. 7:00 przed cudownym obrazem Matki Bożej Częstochowskiej za wszystkich członków żywych i zmarłych jasnogórskiej rodziny różańcowej.
4. Udział w owocach modlitw i zasług całej Rodziny Różańcowej.